# Rafael Camino
Rafael Trajano Camino Collantes (Pilligsillí, 25 de octubre de 1948) es el productor, director general, coreógrafo, y fundador de la Fundación Jacchigua en 1989. 
Rafael Camino Collantes, inspirado en comunidades como su natal Pilligsillí, Maca Chico, La Compañía y Poaló, decidió proyectar la realidad de la sabiduría del pueblo con sus fiestas, personajes, danza, música, trajes y texturas, loas y rituales.

## Biografía
Hijo de Neftalí Isaías Camino Herrera, y de Mercedes Collantes Muñoz, Rafael Camino Collantes nació el 25 de octubre de 1948 en Pilligsillí, provincia de Cotopaxi. Camino Collantes terminó sus estudios secundarios en el Colegio Vicente León en la ciudad de Latacunga y posteriormente, salió hacia Quito para iniciar sus estudios universitarios. Tras un brevísimo paso por el Ballet de Patricia Aulestia, conoce a Paco Coello y Oswaldo Guayasamín, directores del Centro de Promoción Artística “Magia del Folklore Ecuatoriano”. Al poco tiempo, es nombrado subdirector del grupo por medio de Oswaldo Guayasamín debido a su talento. Para 1974 se convierte en el primer hombre graduado del Instituto Nacional de Danza y a partir de ese momento, es tomado en cuenta como profesor del instituto. En 1988, consigue un préstamo del Banco del Estado, lo que daría inicio al "Ballet Folclórico Nacional del Ecuador «Jacchigua»"
En 2009, el gobierno ecuatoriano le concedió la condecoración al "Patrimonio cultural vivo" en el mes de abril. Actualmente radica en la ciudad de Quito.